# Dmitrij Ismagiłow
Dmitrij Andriejewicz Ismagiłow, ros. Дмитрий Андреевич Исмагилов (ur. 30 lipca 1993 w Czelabińsku) – rosyjski hokeista.
Syn Andrieja (ur. 1971) także hokeisty oraz trenera.

## Kariera
- Mieczeł 2 Czelabińsk (2009-2010)
- Mieczeł Czelabińsk – seniorzy (2011/2012)
- Stalnyje Lwy Czelabińsk (2011-2012)
- Mieczeł Czelabińsk – juniorzy (2012-2015)
- Czełmiet Czelabińsk (2015-2017)
- Kułagier Pietropawłowsk (2017-2021)
- Bejbarys Atyrau (2021)
- Cracovia (2021-2022)
- Saryarka Karaganda (2022-)

Wychowanek Mieczeła Czelabińsk. W KHL Junior Draft edycji 2010 został wybrany przez Amur Chabarowsk z numerem 3. W sezonie 2011/2012 występował w drużynie juniorskiej Stalnyje Lwy Czelabińsk w lidze MHL-B oraz epizodycznie w seniorskim zespole w rozgrywkach WHL. W 2012 klub Mieczeł został przemianowany na Czełmiet. Od tego czasu Ismagiłow grał przez trzy sezony w MHL-B w drużynie Mieczeła, a od 2015 przez dwa lata w barwach Czełmieta w lidze WHL. W 2017 został zawodnikiem Kułagiera Pietropawłowsk w lidze kazachskiej i reprezentował ten klub do 2021. Na początku września 2021 ogłoszono jego transfer do Bejbarysu Atyrau w tych samych rozgrywkach. W połowie października 2021 zespole Cracovii w Polskiej Hokej Lidze. Od czerwca 2022 zawodnik kazachskiej Saryarki Karaganda.

## Sukcesy
Klubowe
- Brązowy medal MHL-B: 2014 z Mieczełem Czelabińsk
- Brązowy medal mistrzostw Kazachstanu: 2016, 2019
- Puchar Kazachstanu: 2016, 2017
- Puchar Polski: 2021 z Cracovią
- Puchar Kontynentalny: 2022 z Cracovią

Indywidualne
- MHL-B (2014/2015):
  - Szóste miejsce w klasyfikacji strzelców w sezonie zasadniczym: 37 goli[7]
  - Trzecie w klasyfikacji asystentów w sezonie zasadniczym: 54 asysty[8]
  - Drugie miejsce w klasyfikacji kanadyjskiej w sezonie zasadniczym: 91 punktów[9]
  - Mecz Gwiazd MHL-B
- Puchar Polski w hokeju na lodzie 2021:
  - W meczu półfinałowym Cracovia - Unia Oświęcim (4:3 k.) zdobył dwa gole w regularnym czasie gry oraz wykonał decydujący najazd w serii rzutów karnych (27 grudnia 2021)[10][11]